# Art in Wroclaw
Art in Wroclaw è un album di Art Farmer, pubblicato dalla Emarcy Records nel 1998. Il disco fu registrato nella primavera del 1996 al Polski Radio Studio di Wroclaw in Polonia.

## Tracce
1. What's New – 7:04 (Bob Haggart, Johnny Burke)
2. Hard Farmer – 6:15
3. I Mean You – 6:02
4. Deep in a Dream – 6:21 (Eddie De Lange, James Van Heusen)
5. Artificial Thing – 5:42
6. No Walls – 7:42
7. My Shining Hour – 5:34
8. Alone, Together – 6:05

## Musicisti
Brano 1
- Art Farmer - fliscorne
- Kuba Stankiewicz - pianoforte
- Harvie Swartz - basso
- Adam Czerwinski - batteria

Brani 2, 3, 4, 5, 6 e 7
- Art Farmer - fliscorne
- Piotr Baron - sassofono tenore
- Kuba Stankiewicz - pianoforte
- Harvie Swartz - basso
- Adam Czerwinski - batteria

Brano 8
- Art Farmer - fliscorne
- Harvie Swartz - basso